# Summerbird
Summerbird er en dansk chokoladevirksomhed, der blev stiftet i 1986 i Assens af Mikael Grønlykke. 
Mikael Grønlykkes forældre, Sven og Lene Grønlykke havde i 1969 stiftet Løgismose-koncernen for at fremme kvalitetsmad. I 1980'erne blev parret mødt med ønsket om at få god chokolade som en del af sortimentet. Mikael Grønlykke gik derpå sammen med sin mor i gang med at udvikle en god dessertchokolade. Den første chokolade, der var klar til salg, havde form som en sommerfugl, hvilket gav firmaet sit navn. Firmaet havde i begyndelsen hjemsted på det nedlagte Haarby Mejeri lidt øst for Assens, men er siden flyttet til et nybygget domicil i det sydlige Assens.
Flere år senere besluttede man i firmaet at satse på økologi, og i 2014 var overgangen til dette gennemført. Summerbird har primært solgt sine produkter i Danmark, men er de seneste år også i begrænset omfang begyndt at eksportere sine produkter.